# Мишел Петручани
Мишел Петручани (на френски: Michel Petrucciani) е френски джаз пианист.

## Биография
Мишел Петручани е роден в италианско–френско семейство с музикантско потекло. Баща му Тони е свирил на китара, брат му Луис – на бас китара, а най-малкият му брат също свири на китара. Мишел е роден с Остеогенезис имперфекта, генетично заболяване, което причинява крехки и чупливи кости, а в неговия случай и нисък ръст. Заболяването често се свързва и с различни белодробни заболявания. В ранната му кариера баща му и брат му се грижат за него, тъй като той не е можел да ходи сам.
В ранните си години той става почитател на Дюк Елингтън и иска да стане голям пианист като него. Въпреки че дълги години е бил класически пианист, джазът става негова страст. Първият му професионален концерт е на 13-годишна възраст. На тези години той още е доста крехък и има нужда да бъде наглеждан, когато е на пианото. Неговият ръст не му позволява да достига педалите без чужда помощ, но ръцете му са с нормална дължина. Това обаче се оказва и негово предимство, тъй като в началото на кариерата му неговият мениджър често тайно го пренасял в хотелската стая в куфар, за да пести пари. На 18-годишна възраст той вече е част от успешно трио. Той се мести в Америка през 1982 г., където успешно окуражава Чарлз Лойд да продължи да свири активно. През 1986 г. Петручани записва албум с изпълнение на живо с Уейн Шортър и Джим Хол. Той свири също и с други изпълнители от американската джаз сцена, включително Дизи Гилеспи.
През 1994 г. в Париж е награден с Ордена на Почетния легион.
Неговият собствен стил е повлиян от Бил Еванс, въпреки че някои го сравняват с Кийт Джарет.
В личния си живот има три значими връзки. Първият му брак е с италианската пианистка Джилда Бута, който завършва с развод. Той е баща на две деца, едно от които наследява неговото заболяване. Има и доведен син на име Ричард Роперч.
Мишел Петручани умира скоро след като навършва 36 години от инфекция на белия дроб.
На 12 февруари 2009 г., френският канал Mezzo излъчва специална програма в чест на Петручани по повод десет години от неговата смърт.
Първите два американски албума на Мишел Петручани са продуцирани от Габриел Франклин. Първият – 100 Hearts, солов албум, е записан в известното студио A на RCA в Ню Йорк. Вторият е албум в състав трио, който е записан на живо в клуба на Макс Гордън в Ню Йорк. Те са сред първите албуми, за които е използвана новооткритата дигитална технология за записване на рекордерите Mitsubishi X80, толкова нова, че единственото налично ръководство било на японски език. Но Франклин и Том Арисън успяват да го накарат да проработи на принципа проба-грешка и постигат невероятни резултати.

## Дискография
- Flash (1980)
- Michel Petrucciani Trio (1981)
- Date with Time (1981)
- Michel Petrucciani (1981)
- Estate (1982)
- Oracle's Destiny (1982)
- Toot Sweet (1982)
- 100 Hearts (1983)
- Live at the Village Vanguard (1984)
- Note'n Notes (1984)
- Cold Blues (1985)
- Pianism (1985)
- Power of Three (1986, с Уейн Шортър и Джим Хал)
- Michel plays Petrucciani (1987)
- Music (1989)
- The Manhattan Project (1990) с Уейн Шортър, Стенли Кларк, Лени Уайт, Джил Голдщайн и Пит Ливайн
- Playground (1991)
- Live (1991)
- From the Soul (1991) на 28 декември 1991 с Джо Ловано
- Promenade with Duke (1993)
- The Blue Note Years (1993)
- Marvelous (1994)
- Conference De Presse (с Еди Луис, 1994)
- Au Theatre Des Champs-Élysées (1994)
- Darn that Dream (1996)
- Flamingo (със Стефан Грапели, 1996)
- Both Worlds (1998)
- Live in Germany (1998) и Trio in Tokyo (1999) (със Стив Гад и Антони Джексън, записан през 1997)
- Solo Live (1999)
- Bob Malach & Michel Petrucciani (2000)
- Concerts Inedits/Live (2000)
- Conversation (2001, с Тони Петручани)